# Kawasaki GTR 1400
Kawasaki GTR 1400 je sportovně turistický motocykl, vyvinutý firmou Kawasaki. Sportovně cestovní motocykl je vyráběn od roku 2008. Jeho předchůdcem byl model Kawasaki GTR 1000.
Stejný motor používá i superbike Kawasaki ZZR 1400.

## Technické parametry
- Rám: hliníkový monokok
- Suchá hmotnost: 269 kg
- Pohotovostní hmotnost: 312 kg
- Maximální rychlost: 250 km/hod.
- Spotřeba paliva: 6,4 l/100 km